# رشته سینما
رشته تحصیلی سینما یا فیلم به صورت آکادمیک در بسیاری از دانشگاه های جهان ایجاد شده است.این رشته در چهار مقطع کاردانی،کارشناسی،کارشناسی ارشد و دکتری وجود دارد که نام و مدت تحصیل این رشته در کشور های آمریکایی و اروپایی نسبت به کشور های آسیایی متفاوت است.

## در مقطع کارشناسی
لیسانس سینما و تلویزیون یا هنرهای زیبا یا بی‌اف‌ای (به انگلیسی: BFA، مخفف Bachelor of Fine Arts) BF&TV BFTV و(به انگلیسی:Bachelor of Film and Television) که در ایالات متحده آمریکا و کانادا به فارغ‌التحصیلان رشته‌های هنرهای نمایشی و تجسمی اعطا می‌شود.
تفاوت این مدرک با مدرک بی‌ای در آن است که در کارشناسی هنرهای زیبا قسمت عمدهٔ دورهٔ آموزشی شامل فعالیت‌های عملی می‌شود و تمرکز روی مباحث نظری کمتر است. در ایالات متحده معمولاً دو سوم دورهٔ کارشناسی هنرهای زیبا به تحصیل در خصوص یک هنر خاص اختصاص می‌یابد و یک سوم آن به علوم مقدماتی، در حالی که در بی‌ای این ترکیب برعکس است.
معمولاً مدرک کارشناسی هنرهای زیبا برای یک حوزهٔ هنری خاص ارائه می‌شود، که مثال‌های آن عبارتند از بازیگری، تئاتر موزیکال، طراحی بازی ویدئویی، هنر سرامیک، پویانمایی رایانه‌ای، رقص، درام، رسم، الیاف، فیلم‌سازی، جلوه‌های بصری، پویانمایی، طراحی گرافیک، تصویرسازی، طراحی صنعتی، هنرهای تجسمی، طراحی داخلی، فلزکاری، موسیقی، رسانه‌های جدید، نقاشی، عکاسی، چاپ دستی، مجسمه‌سازی، و برنامه تلویزیونی
لیسانس سینما و تلویزیون یک برنامه تحصیلی نسبتاً جدید است که عمدتاً در استرالیا ارائه می شود و از نظر تمرکز عملی با اکثر مدارک تحصیلی متفاوت است. بسیاری از دانشگاه ها فیلم و تلویزیون را به عنوان یک واحد یا مجموعه ای از واحدها (عمده) در مقطع کارشناسی هنر ، لیسانس هنرهای زیبا یا لیسانس ارتباطات ارائه می دهند . به طور فزاینده‌ای، کالج‌هایی در انتاریو که وضعیت اعطای مدرک دارند، مدارک کارشناسی حرفه‌ای را با ترکیب عمل و تئوری ارائه می‌کنند.

## در مقطع ارشد و دکتری
رشته سینما در تحصیلات تکمیلی یا ارشد و دکتری تقریبا همان ادامه مبحاث گذشته مقطع قبلی است که به صورت گسترده و تخصصی تر آموزش داده می شود.در این مقطع سبک و ژانر ها و متد های سینمایی بیشتر از قبل مورد بررسی قرار میگیرند  تحصیل در این مقاطع بیشتر به صورت کارگاه های عملی و علمی پژوهشی می باشد.

## دانشگاه ها و کالج های معروف
- مدرسه فیلم لندن
- مدرسه ملی فیلم و تلویزیون (NFTS)
- دانشکده فیلم و تلویزیون آکادمی هنرهای نمایشی (FAMU)
- La Fémis
- مدرسه فیلم لودز
- دانشکده هنر، معماری و طراحی دانشگاه متروپولیتن لندن
- دانشگاه تلویزیون و فیلم مونیخ
- مدرسه ملی فیلم ایتالیا
- مدرسه ملی فیلم دانمارک
- مدرسه فیلم نروژ
- Screen Academy Scotland اسکاتلند
- کالج ارتباطات دانشگاه هنر لندن
- کالج شریدان
- مدرسه هنر تیش دانشگاه نیویورک
- دانشگاه صنعتی سوئینبرن
- دانشگاه باند
- دانشگاه گریفیث
- دانشکده VCA و MCM دانشگاه ملبورن
- مدرسه چینی چیتا ایتالیا
- دانشگاه تئاتر و فیلم شوتا روستاولی
- هند
- دانشگاه تهران
- دانشگاه هنر تهران

## در ایران
دانشکده هنرهای دراماتیک تهران در سال ۱۳۳۴ تأسیس شده و فعالیتش تا سال ۱۳۳۸ ادامه داشته‌است. تشکیلات نمایش بر پایه و اصول علمی در اداره کل هنرهای زیبای کشور و دانشگاه تهران زیر نظر استادان امریکایی ایجاد شد.که بعدها به دانشکده هنرهای دراماتیک تهران تغییر نام داد، و نخستین دانشکده نمایش در ایران بود.

تاریخ تاسیس رشته سینما در کشور ایران به اوایل دهه شصت برمیگردد و امروزه در سه مقطع کاردانی،کارشناسی و کارشناسی ارشد پذیرش دارد.
دانشکده سینما وتئاتر (دانشکده هنرهای دراماتیک سابق) از سال ۱۳۶۳، درمحل سابق هنرستان عالی باله درخیابان ورزنده ضلع جنوبی ورزشگاه امجدیه، با شکل‌گیری گروه سینما و پذیرش دانشجو درمقطع کارشناسی درچهار گرایش کارگردانی، فیلم‌برداری، فیلم‌نامه‌نویسی وتدوین، بازگشایی شد.

دانشگاه‌ها و مراکز آموزش عالی ایران در رشته سینما 
- پردیس هنرهای زیبای دانشگاه تهران: این پردیس که بخشی از دانشگاه تهران به حساب میاید و یکی از معتبرترین مراکز آموزش عالی رشته سینما در ایران است.
- دانشگاه هنر تهران: دانشگاه هنر تهران که با ادغام چند مرکز آموزشی در سال ۵۸ تشکیل شده، یکی دیگه از مراکز معتبر آموزش رشته سینما می باشد.
- دانشگاه سوره: دانشگاه سوره یکی دیگر از مراکز آموزش عالی رشته سینما در ایران به حساب میاید که رشته‌ها و گرایش‌های مختلفی دارد.
- دانشگاه تربیت مدرس: این دانشگاه یکی دیگر از مراکز آموزش عالیه است که رشته سینما رو ارائه میدهد. دانش‌آموزان می‌توانند در این دانشگاه از تکنولوژی‌های روز دنیا برای یادگیری مباحث این رشته استفاده کنند.

در کنار این دانشگاه‌ها، یک سری دانشگاه آزاد و غیر انتفاعی و علمی کاربردی فعال می باشند که در رشته سینما پذیرش دارند.

## جستار های وابسته
- سینما
- تاریخ سینما
- کارشناسی هنرهای زیبا
- دانشکده سینما و تئاتر دانشگاه هنر

## منبع
- در ویکی پدیای انگلیسی
- آموزش در دانشکده سینما و تئاتر

}}